# هری پاتر و شاهزاده دورگه (موسیقی متن)
هری پاتر و شاهزاده دورگه (انگلیسی: Harry Potter and the Half-Blood Prince) یک موسیقی متن برای فیلم ۲۰۰۹ با همین نام، نوشته و آهنگسازی‌شده توسط نیکلاس هوپر است. این موسیقی متن در ۱۴ ژوئیه ۲۰۰۹، یک روز پیش از اکران فیلم، منتشر شد.
آلبوم نامزد دریافت یک جایزه گرمی برای بهترین موسیقی متن فیلم شد.